# گلاتین (میزوری)
گلاتین (به انگلیسی: Gallatin) یک شهر در ایالات متحده آمریکا است که در شهرستان دیویس، میزوری واقع شده‌است. گلاتین ۷٫۱۷ کیلومتر مربع مساحت و ۱٬۷۸۶ نفر جمعیت دارد و ۲۸۱ متر بالاتر از سطح دریا واقع شده‌است.